# Maladera merkli
Maladera merkli är en skalbaggsart som beskrevs av Ahrens 2004. Maladera merkli ingår i släktet Maladera och familjen Melolonthidae. Inga underarter finns listade i Catalogue of Life.